# Sal Romano
Salvatore Romano (né le 12 octobre 1993 à Syosset, New York, États-Unis) est un lanceur droitier des Reds de Cincinnati de la Ligue majeure de baseball.

## Carrière
Joueur à l'école secondaire de Southington au Connecticut, Sal Romano est repêché par les Reds de Cincinnati au 23e tour de sélection en 2011. 
Il fait ses débuts dans le baseball majeur comme lanceur partant des Reds le 16 avril 2017 et subit la défaite face aux Brewers de Milwaukee.